# To Save Her Soul
To Save Her Soul è un cortometraggio muto del 1909 scritto e diretto da David W. Griffith.
È l'esordio come attore di Paul Scardon, futuro regista e futuro marito dell'attrice Betty Blythe.

## Trama
Agnes, una graziosa corista della chiesa del villaggio, lascia il paese attratta dal miraggio di diventare una cantante di vaudeville dopo che un impresario, rimasto in panne davanti alla chiesa, è rimasto colpito dalla bellezza della sua voce e le ha proposto di venire in città con lui. Nonostante le preghiere di Paul, il giovane pastore innamorato della ragazza, Agnes se ne va. Abbagliata da quella nuova vita, la giovane vive spensieratamente, gustando a fondo l'ebbrezza e il successo. Paul, leggendo sul giornale di uno spettacolo dove appare Agnes, si reca a vederla a teatro. Ma rimane inorridito dai commenti degli altri spettatori maschi e decide di salvare l'amata da quella vita di perdizione. La raggiunge a un banchetto dato in onore di Agnes, ma lì viene deriso e preso in giro anche da lei. In preda alla furia, Paul prende una pistola posata su un tavolo e la brandisce contro Agnes, giurando di ucciderla piuttosto che lasciarla in quell'ambiente. Scioccata, la giovane ritrova l'amore che provava per Paul prima della sua fuga dal villaggio dove i due tornano insieme, per ritrovarsi in preghiera davanti all'altare.

## Produzione
Girato a Fort Lee, nel New Jersey, il film venne prodotto dalla Biograph Company.

## Distribuzione
Il film - un cortometraggio in una bobina - venne distribuito dalla Biograph Company, uscendo nelle sale cinematografiche statunitensi il 27 dicembre 1909. Copie della pellicola sono conservate nell'Archivio della Library of Congress e nell'Archivio del Museum of Modern Art.